# Léon Pottier
Léon Nicolas Pottier, znany też jako Lucien Pothier (ur. 8 lutego 1891, zm. 6 lipca 1941) – belgijski zapaśnik walczący w stylu klasycznym i lekkoatleta. Dwukrotny olimpijczyk. W Antwerpii 1920, zajął dwudzieste miejsce w pchnięciu kulą, a w Paryżu 1924 startował w turnieju zapaśniczym, gdzie zajął piąte miejsce wadze ciężkiej.

## Turniej wParyżu 1924
| Konkurencja             | Walki                   | Walki                | Walki               | Walki               | Klas. końcowa |
| Konkurencja             | Przeciwnik I            | Przeciwnik II        | Przeciwnik III      | Przeciwnik IV       | Miejsce       |
| ----------------------- | ----------------------- | -------------------- | ------------------- | ------------------- | ------------- |
| +82,5 kg styl klasyczny | Jaap Sjouwerman (NED) Z | Jussi Salila (FIN) Z | Jānis Polis (LAT) P | Emil Larsen (DEN) P | 5.            |